# 2016–2017-es magyar női vízilabdakupa
A 2016–2017-es magyar női vízilabdakupa, szponzorált nevén az BENU-Magyar Kupa, a tizenhetedik kiírás volt a versenysorozat történetében. A kupára kilenc csapat nevezett. A győzelmet az UVSE szerezte meg.

## Eredmények

### Selejtező
1. forduló
november 5.
A. csoport (Laky Károly uszoda)
| Hely. | Csapat         | M | Gy | D | V | G+ | G– | Gk  | P | Továbbjutás vagy kiesés     |  | BVSC | UVSE2 | TVSE |
| ----- | -------------- | - | -- | - | - | -- | -- | --- | - | --------------------------- |  | ---- | ----- | ---- |
| 1.    | BVSC-Zugló     | 2 | 2  | 0 | 0 | 38 | 11 | +27 | 6 | Továbbjutott az elődöntőbe  |  | —    | 21–5  | 17–6 |
| 2.    | UVSE II        | 2 | 1  | 0 | 1 | 16 | 28 | −12 | 3 | Továbbjutott a 2. fordulóba |  | 5–21 | —     | 11–7 |
| 3.    | Tatabányai VSE | 2 | 0  | 0 | 2 | 13 | 28 | −15 | 0 |                             |  | 6–17 | 7–11  | —    |

B. csoport (Szeged)
| Hely. | Csapat          | M | Gy | D | V | G+ | G– | Gk  | P | Továbbjutás vagy kiesés     |  | UVSE  | SZEG  | BHSE  |
| ----- | --------------- | - | -- | - | - | -- | -- | --- | - | --------------------------- |  | ----- | ----- | ----- |
| 1.    | UVSE            | 2 | 2  | 0 | 0 | 33 | 13 | +20 | 6 | Továbbjutott az elődöntőbe  |  | —     | 15–10 | 18–3  |
| 2.    | Szegedi Egyetem | 2 | 0  | 1 | 1 | 27 | 32 | −5  | 1 | Továbbjutott a 2. fordulóba |  | 10–15 | —     | 17–17 |
| 3.    | Bp. Honvéd      | 2 | 0  | 1 | 1 | 20 | 35 | −15 | 1 |                             |  | 3–18  | 17–17 | —     |

C. csoport (Szentes)
| Hely. | Csapat                | M | Gy | D | V | G+ | G– | Gk  | P | Továbbjutás vagy kiesés     |  | DUV  | SZEN | EGER |
| ----- | --------------------- | - | -- | - | - | -- | -- | --- | - | --------------------------- |  | ---- | ---- | ---- |
| 1.    | Dunaújvárosi Főiskola | 2 | 2  | 0 | 0 | 32 | 14 | +18 | 6 | Továbbjutott az elődöntőbe  |  | —    | 12–7 | 20–7 |
| 2.    | Szentesi VK           | 2 | 1  | 0 | 1 | 25 | 20 | +5  | 3 | Továbbjutott a 2. fordulóba |  | 7–12 | —    | 18–8 |
| 3.    | Egri VK               | 2 | 0  | 0 | 2 | 15 | 38 | −23 | 0 |                             |  | 7–20 | 8–18 | —    |

2. forduló
november 12.
D. csoport (Hódmezővásárhely)
| Hely. | Csapat          | M | Gy | D | V | G+ | G– | Gk  | P | Továbbjutás vagy kiesés    |      | SZEN  | SZEG  | UVSE2 |
| ----- | --------------- | - | -- | - | - | -- | -- | --- | - | -------------------------- | ---- | ----- | ----- | ----- |
| 1.    | Szentesi VK     | 2 | 2  | 0 | 0 | 29 | 16 | +13 | 6 | Továbbjutott az elődöntőbe |      | —     | 10–10 | 19–6  |
| 2.    | Szegedi Egyetem | 2 | 1  | 0 | 1 | 34 | 23 | +11 | 3 |                            |      | 10–10 | —     | 24–13 |
| 3.    | UVSE II         | 2 | 0  | 0 | 2 | 19 | 43 | −24 | 0 |                            | 6–19 | 13–24 | —     |       |

### Elődöntő
november 19., Dunaújváros, Fabó Éva Sportuszoda
| 1. csapat             | Eredmény | 2. csapat  |
| --------------------- | -------- | ---------- |
| Szentesi VK           | 8–19     | UVSE       |
| Dunaújvárosi Főiskola | 14–15    | BVSC-Zugló |

### Döntő
| 2016. november 20. 13:00 | UVSE                                                          | 9–5 | BVSC-Zugló                 | Fabó Éva Sportuszoda, Dunaújváros Nézőszám: 300 Játékvezetők: Rubos Károly Petik András |
| 2016. november 20. 13:00 | (1–0, 3–2, 3–2, 2–1)                                          |     |                            | Fabó Éva Sportuszoda, Dunaújváros Nézőszám: 300 Játékvezetők: Rubos Károly Petik András |
| 2016. november 20. 13:00 | Keszthelyi 3 Szűcs 2 Kisteleki H. 2 Kövesdi 1 van der Sloot 1 |     | Takács 2 Leimeter 2 Kele 1 | Fabó Éva Sportuszoda, Dunaújváros Nézőszám: 300 Játékvezetők: Rubos Károly Petik András |

Az UVSE kupagyőztes csapatának tagjai: Bicskei Réka, Csabai Dóra, Czigány Dóra, Gangl Edina, Hertzka Orsolya, Keszthelyi Rita, Kiss Eszter Lara, Kisteleki Hanna, Kövesdi Vivien, Kuna Szonja, Maczkó Lilla, Pap Mónika, Sabrina van der Sloot, Szűcs Gabriella, Takács Vivien, edző: Áts Bertalan